# Gabriele Iudica
Il barone Gabriele Iudica (o anche Judica) (Palazzolo Acreide, 9 agosto 1760 – Palazzolo Acreide, 3 maggio 1835) è stato un archeologo e mecenate italiano.

## Biografia
Figlio di don Michele Iudica e di Carmela Danieli, ereditò il titolo baronale del feudo di Baulì nel 1797 alla morte del padre. Conseguita la laurea "in utroque iure", esercitò la carica di giudice civile. Partecipò alla vita politica del suo paese e fu per diversi anni decurione comunale. Fece parte, nel 1821, della Commissione di Siciliani presso il Parlamento di Napoli e fu anche deputato provinciale. Tuttavia l'impegno politico non fu mai intenso, interessandosi più degli affari di famiglia e della sua passione archeologica probabilmente instillata da contatti con viaggiatori stranieri come Jean Houel. La sua attività di scavo, che portò alla scoperta della città di Akrai, nei pressi del suo paese Palazzolo, iniziò nel 1809 senza alcuna autorizzazione regia, anche se ne informò il regio Custode delle Antichità di Noto e Demone Saverio Landolina. Il successore di quest'ultimo contrastò l'iniziativa di Iudica, che nel 1811 chiese l'autorizzazione regia per gli scavi che fu concessa nell'agosto del 1811. Gli scavi ricominciarono nel 1813 e Iudica venne nominato, il 1º settembre 1815, regio custode delle antichità del distretto di Noto. Nel 1817 ricevette l'incarico di sovrintendere ad alcuni scavi nel territorio di Caltagirone e Modica. Nel 1819 intraprese la pubblicazione del suo libro Le antichità di Acre, dove fece un resoconto dettagliato dei suoi rinvenimenti archeologici con tavole calcografiche incise da Giuseppe Politi; l'opera venne effettivamente pubblicata nel 1821. Nel 1820 individuò quello che lui reputava "un Odeon" ma che successivi studi hanno riclassificato come Bouleuterion.
Nel 1824 annunciò, con una lettera pubblicata sulla rivista Giornale di scienze, lettere ed arti per la Sicilia, di aver trovato il Teatro di Akrai. Gli scavi di Akrai furono condotti a sue spese su terreni da lui acquistati e predispose un'area del suo palazzo per la creazione di un museo con tutti i reperti archeologici da lui ritrovati. Fino al 1828 risultò essere il più ricco uomo di Palazzolo con una rendita annua di 1536 onze dichiarate. Tuttavia cominciarono una serie di diatribe legali sulle sue autorizzazioni agli scavi e delle cause legali ingenti per debiti in particolare con l'abbazia di Santa Maria dell'Arco per il pagamento dei censi enfiteutici. Le cause proseguirono anche dopo la sua morte, avvenuta nel 1835, a tal punto che il figlio adottivo Cesare chiese che il regio demanio acquistasse la collezione archeologica.
Da un foglietto , datato 1859, presso l'archivio della chiesa di San Sebastiano, risulta che fu seppellito presso la Chiesa Madre di Palazzolo.

## Pubblicazioni
- Gabriele Judica, Le antichità di Acre scoperte, descritte ed illustrate, illustrazioni di Giuseppe Politi, Messina, G. Pappalardo, 1819.[4]